# 러시아 내무부
러시아 연방 내무부(러시아어: Министерство внутренних дел Российской Федерации, МВД РФ)는 러시아 연방의 행정 업무를 담당하는 정부 기관이다.

## 역사
러시아 연방 내무부는 1802년 3월 알렉산드르 1세에 의해 만들어졌다. 러시아 연방 내무부는 러시아 제국이 존재하는 동안 치안 유지, 교도소 관리, 국경 관리 등의 러시아 연방 정부의 행정 업무를 담당하는 러시아 연방 정부 조직 중 가장 막강한 권한을 가진 기관이었으며, 오늘날 러시아 연방 내무부 역시 이러한 특성을 그대로 가지고 있다.
1917년 러시아 혁명이 일어나자, 러시아 소비에트사회주의 연방공화국 정부는 차르 시절의 비밀경찰을 폐지하고 새로운 형태의 행정 부서를 만들었다. 이것이 소비에트 사회주의공화국 연방 시절 비밀경찰로 잘 알려진 내무인민위원회이다. 이오시프 비사리오노비치 스탈린 소련공산당 서기장 겸 소비에트 사회주의공화국 연방 각료평의회 의장의 독재 기간 동안 소비에트 사회주의공화국 연방 행정인민위원회는 대숙청을 담당하는 핵심 기관이었으며, 국가 전체의 치안이나 행정 업무를 담당하기도 했지만, 아울러 노동수용소의 관리나 간첩방지 업무도 이 곳의 소관이었다.
1946년 소비에트 사회주의공화국 연방 행정인민위원회가 소비에트 사회주의공화국 연방 내무부로 바뀌면서 소비에트 사회주의공화국 연방 국가보안경찰이 소비에트 사회주의공화국 연방 국가보안부로 흡수되었고, 곧 소비에트 사회주의공화국 연방 국가보안부 역시 소비에트 사회주의공화국 연방 내무부로 흡수되었다. 당시 소비에트 사회주의공화국 연방 비밀경찰의 총책임자였던 라브렌티 베리야는 이를 기반으로 자신의 세력을 성장시키려 하였으나, 권력투쟁에서 실패해 처형당하였다. 라브렌티 파블로비치 베리야가 죽은 뒤 소비에트 사회주의공화국 연방 내무부에서 소비에트 사회주의공화국 연방 보안경찰을 따로 때어내어 독립시켰다. 이것이 국가보안위원회였다.
이후 소비에트 사회주의공화국 연방 내무부는 소비에트 사회주의공화국 연방 시절을 거치면서 치안 업무를 담당하는 행정 조직으로 바뀌었고, 경찰을 비롯해 교도소 관리 병력, 국경 수비대 등을 관리하게 되었다. 소비에트 사회주의공화국 연방이 무너지면서 러시아 연방 내무부는 전의 체계를 그대로 이어받아 현재까지 이어져오고 있다.

## 특징
보통 유럽이나 미국의 행정 업무를 담당하는 조직과는 달리, 러시아 연방 내무부의 성격은 경찰이나 군대의 성향이 강하게 드러난다. 그 이유는 내무부가 주로 경찰 업무를 담당하고 있어서이기도 하지만, 무엇보다도 소비에트 사회주의공화국 연방을 거치면서 내무부가 행정 업무 전체를 담당했다는 점에서 강력한 힘을 가질 필요가 있었다. 러시아 연방 내무부는 내무군이라는 군조직(전시에는 국방부의 지휘를 받는다.)을 운영하며, 필요시에는 러시아 연방경찰의 업무를 지원하거나 치안 업무를 담당할 수 있도록 마련하고 있다. 이 때문에 러시아 연방 내무부는 역사적으로 강력한 정부 기관 중 하나로 꼽혀왔으며, 현재도 이러한 경향이 강한 편이다.

## 역대 내무부 장관
- 빅토르 예린(1992년-1995년)
- 아나톨리 쿨리코프(1995년-1998년)
- 세르게이 스테파신(1998년-1999년)
- 블라디미르 루샤일로(1999년-2001년)
- 보리스 그리즐로프(2001년-2003년)
- 라시드 누르갈리예프(2004년-2012년)
- 블라디미르 콜로콜체프(2012년- )

## 같이 보기
- 러시아 경찰